# Juliénas
Juliénas – miejscowość i gmina we Francji, w regionie Owernia-Rodan-Alpy, w departamencie Rodan.
Według danych na rok 1990 gminę zamieszkiwały 703 osoby, a gęstość zaludnienia wynosiła 93 os./km² (wśród 2880 gmin regionu Rodan-Alpy Juliénas plasuje się na 979. miejscu pod względem liczby ludności, natomiast pod względem powierzchni na miejscu 1315.).
Urodził się tu arcybiskup tokijski Jean-Pierre Rey MEP.

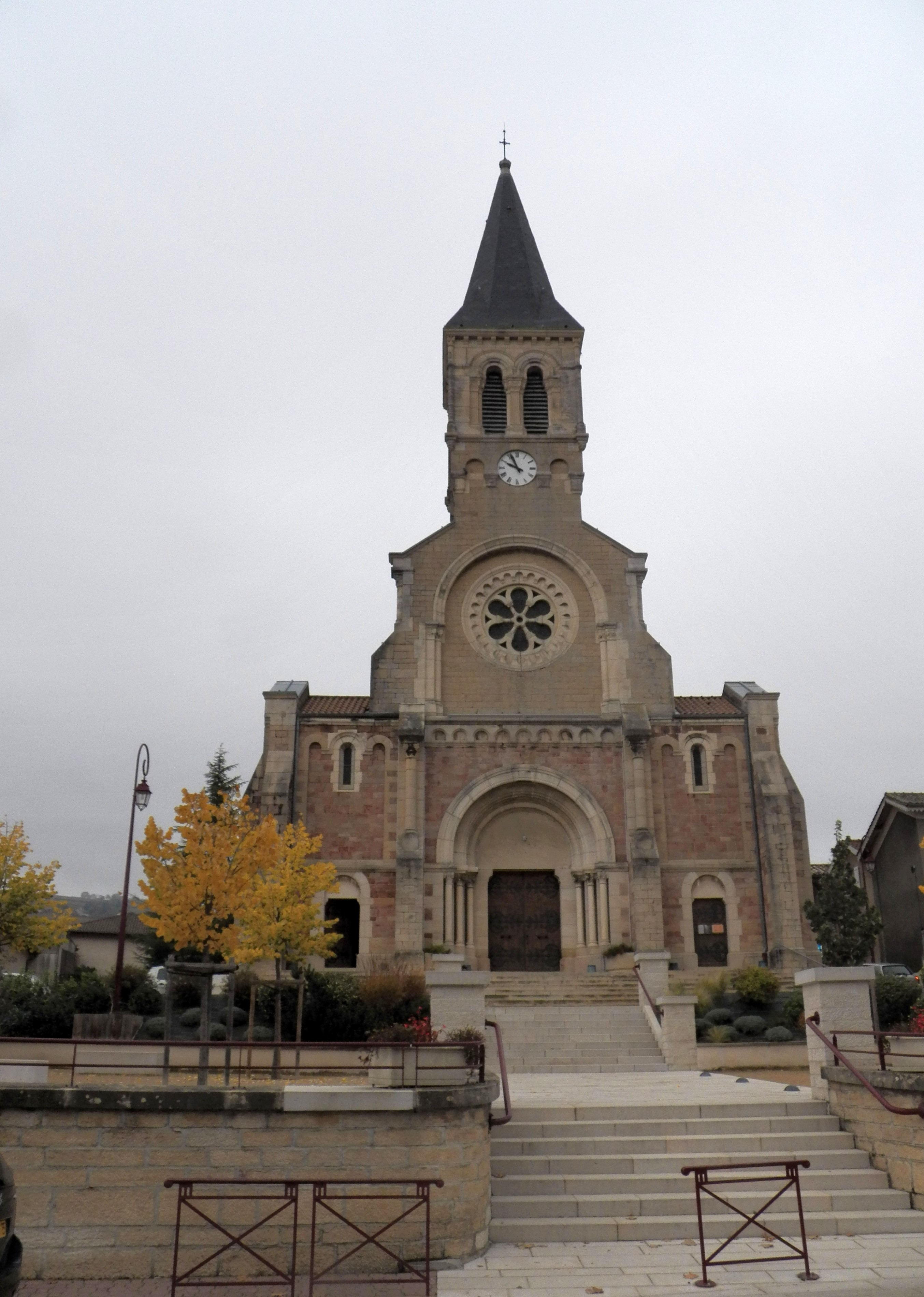
Kościół w Juliénas, 2011